# Баргас
Баргас (ісп. Bargas) — муніципалітет в Іспанії, у складі автономної спільноти Кастилія-Ла-Манча, у провінції Толедо. Населення — 9332 особи (2010).
Муніципалітет розташований на відстані близько 60 км на південний захід від Мадрида, 9 км на північ від Толедо.
На території муніципалітету розташовані такі населені пункти: (дані про населення за 2010 рік)
- Баргас: 7176 осіб
- Ла-Крус-дель-Портільйо: 768 осіб
- Лас-Пердісес: 1324 особи
- Санта-Клара: 64 особи

## Демографія
Динаміка населення (INE ):

## Галерея зображень

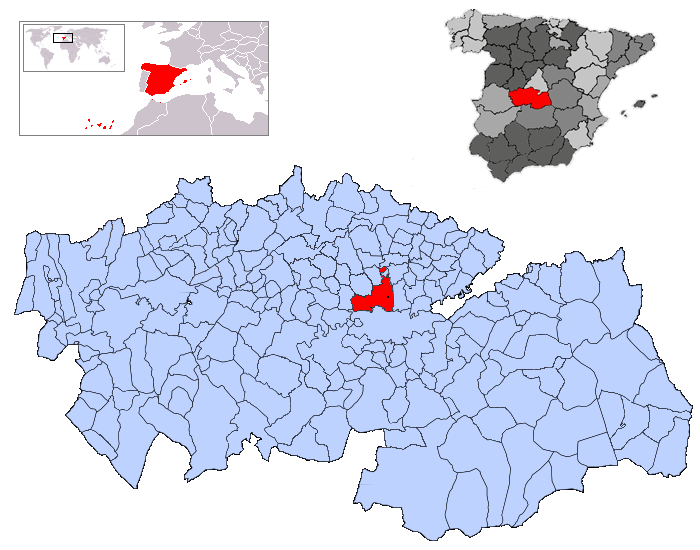
Розташування муніципалітету у провінції Толедо
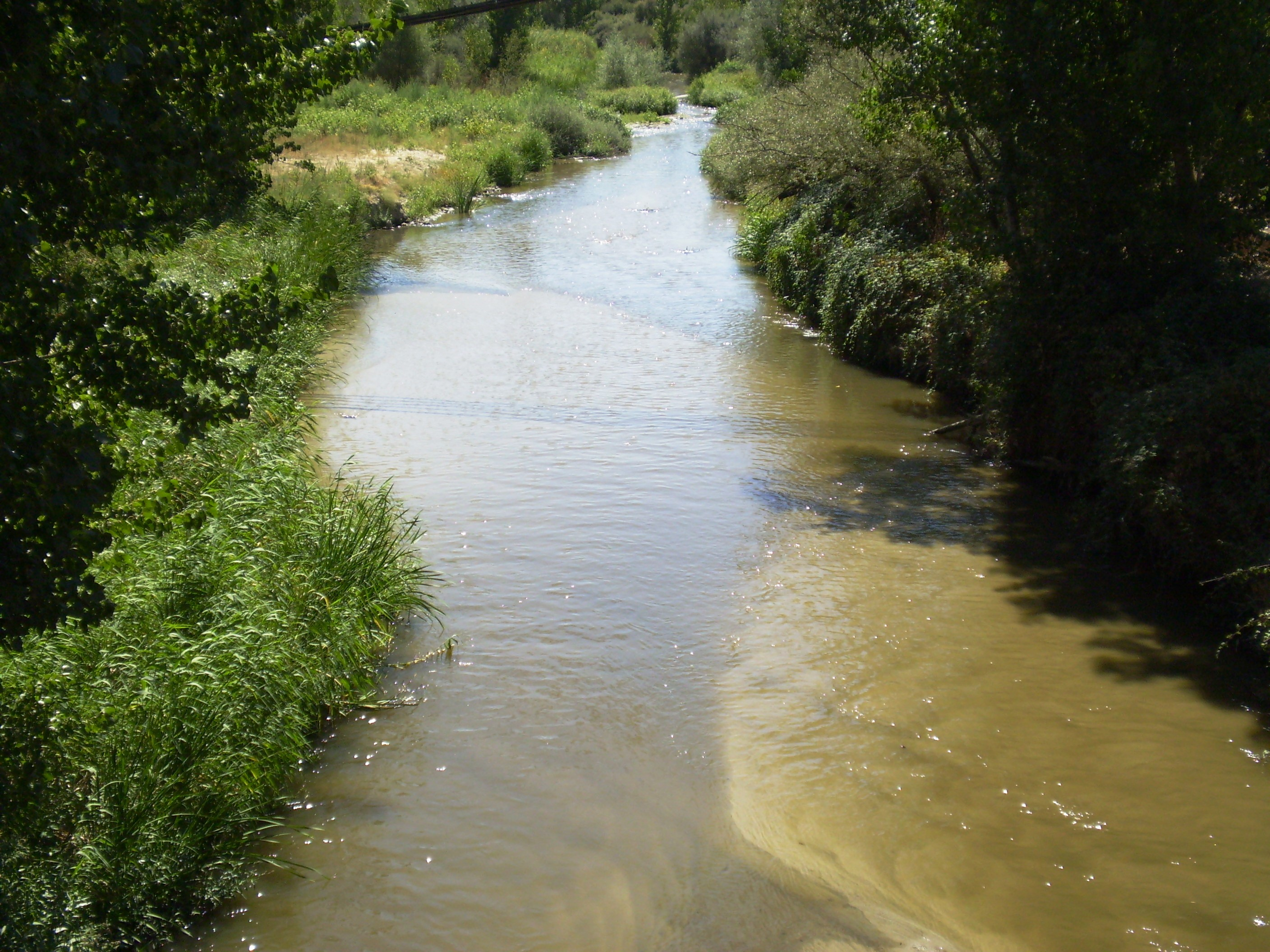
Річка Гуадаррама